# Municipio de Massilon
El municipio de Massilon (en inglés: Massilon Township) es un municipio ubicado en el condado de Wayne en el estado estadounidense de Illinois. En el año 2010 tenía una población de 172 habitantes y una densidad poblacional de 1,98 personas por km².

## Geografía
El municipio de Massilon se encuentra ubicado en las coordenadas 38°25′16″N 88°12′3″O / 38.42111, -88.20083. Según la Oficina del Censo de los Estados Unidos, el municipio tiene una superficie total de 86.72 km², de la cual 86,6 km² corresponden a tierra firme y (0,14 %) 0,12 km² es agua.

## Demografía
Según el censo de 2010, había 172 personas residiendo en el municipio de Massilon. La densidad de población era de 1,98 hab./km². De los 172 habitantes, el municipio de Massilon estaba compuesto por el 97,67 % blancos y el 2,33 % eran de una mezcla de razas. Del total de la población el 0,58 % eran hispanos o latinos de cualquier raza.